# Brigette DePape
Brigette DePape, née le 14 septembre 1989, (qui s'est présentée au début sous le nom de Brigette Marcelle)[pas clair] est une militante canadienne qui a retenu l'attention dans tout le Canada le 3 juin 2011. Cette participante au programme canadien des pages du sénat a manifesté pendant le discours du Trône du gouvernement canadien au Sénat. Elle s'est tenue debout au centre de la salle du Sénat tenant une affiche en forme de panneau d’arrêt sur lequel on pouvait lire : « Stop Harper ! ». Cette action lui a valu un congédiement rapide en raison de l'attitude non partisane que doivent avoir les pages et de son interruption du gouverneur général du Canada au Parlement,.

Le 26 et 27 juin 2010, DePape s'est déplacée à Toronto pour manifester au sommet du G20. Elle s'y est rendue avec un petit groupe d'activistes dans une caravane que le groupe avait peinte avec des couleurs arc-en-ciel. 
Le 8 juin 2011, elle annonce la création d'un fonds "Stop Harper" destiné aux actions citoyennes créatives et non violentes d'opposition aux politiques du gouvernement conservateur dirigé par M. Harper. Le fonds est géré par un comité aviseur.